# Acanthina
Acanthina is een geslacht van weekdieren uit de klasse van de Gastropoda (slakken).

## Soorten
- Acanthina monodon (Pallas, 1774)
- Acanthina unicornis (Bruguière, 1789)